# Zagros Airlines
Zagros Airlines è una compagnia aerea iraniana con sede a Teheran e base all'aeroporto Internazionale di Abadan.

## Storia
Zagros Airlines è stata fondata nel 2005 ad Abadan, in Iran. La compagnia aerea utilizza l'aeroporto Internazionale di Mehrabad e l'aeroporto Internazionale di Abadan come basi operative. Nel 2007, Zagros Airlines ha avviato la sua prima rotta internazionale da Teheran alla capitale siriana di Damasco.
Nel settembre 2013, la compagnia aerea ha preso in consegna un Airbus A320-200. Nel gennaio 2016, Zagros Airlines ha acquisito il primo A319. Il 14 marzo 2017, la compagnia aerea ha acquisito il suo primo A321-200 tramite wet lease da Khors Aircompany.
Il pilota iraniano Neshat Jahandari e il suo primo ufficiale Forouz Firouzi sono le prime due donne nella storia dell'aviazione iraniana ad aver pilotato un volo passeggeri delle Zagros Airlines. Il volo in partenza dalla capitale Teheran a Mashhad nel nord-est dell'Iran è stato effettuato lunedì con 160 passeggeri e il volo di ritorno ha trasportato 171 passeggeri.

## Destinazioni
Al 2022, Zagros Airlines opera voli tra Iran, Iraq e Turchia.

## Flotta
A febbraio 2024 la flotta di Zagros Airlines è così composta:

## Incidenti
- Il 28 gennaio 2016, un McDonnell Douglas MD-83, marche EP-ZAB, uscì di pista dopo l'atterraggio sulla pista 31R dell'aeroporto Internazionale di Mashhad. L'aereo si fermò sul lato sinistro della pista, a 2200 m dalla testata. Il comandante utilizzò gli inversori di spinta con insolite procedure, contrarie alle istruzioni operative. Inoltre, insistette con l'altro pilota nel continuare l'avvicinamento e l'atterraggio, nonostante i cambiamenti meteorologici e le condizioni minime. Non ci furono vittime tra i 162 a bordo, ma l'aereo venne in seguito demolito.[9]

## La prima donna pilota iraniana
Nel luglio 2019, Zagros Airlines è diventata il primo aereo di linea iraniano ad avere una pilota donna, Neshat Jahandari è diventata la prima donna pilota nel paese dalla rivoluzione iraniana. La signora Jahandari è conosciuta come un tesoro nazionale a causa della sua influenza nella leadership femminile della nazione. Attualmente, è anche la più giovane pilota femminile del paese. [citazione necessaria]
Lo stesso anno nell'ottobre 2019, esattamente 3 mesi dopo l'introduzione di Jahandari a Zagros Airlines, faceva parte del primo volo tutto femminile in Iran, così come nella regione del Medio Oriente.[7] Ciò ha influito notevolmente sulla reputazione di Zagros Airlines nella leadership femminile.